# نيت فريز
نيت فريز (بالإنجليزية: Nate Freese)‏ هو لاعب كرة قدم أمريكية أمريكي، ولد في 18 أغسطس 1990 في سترونغسفيل في الولايات المتحدة.

## وصلات خارجية
- نيت فريز على موقع مرجع كرة القدم المحترفة.كوم (الإنجليزية)